# Douglas, Massachusetts
Douglas är en kommun (town) i Worcester County i delstaten Massachusetts, USA. Vid 2020 års folkräkning hade kommunen 8 983 invånare.